# ساختمان جهاد
ساختمان قدیمی جهاد مربوط به دوره پهلوی اول است و در زاهدان، خیابان مصطفی خمینی، حد فاصل خیابان کامبوزیا و کفعمی، روبروی دبستان طالقانی واقع شده و این اثر در تاریخ ۲۷ بهمن ۱۳۸۷ با شمارهٔ ثبت ۲۴۶۸۲ به‌عنوان یکی از آثار ملی ایران به ثبت رسیده است.